# Gymnochiromyia

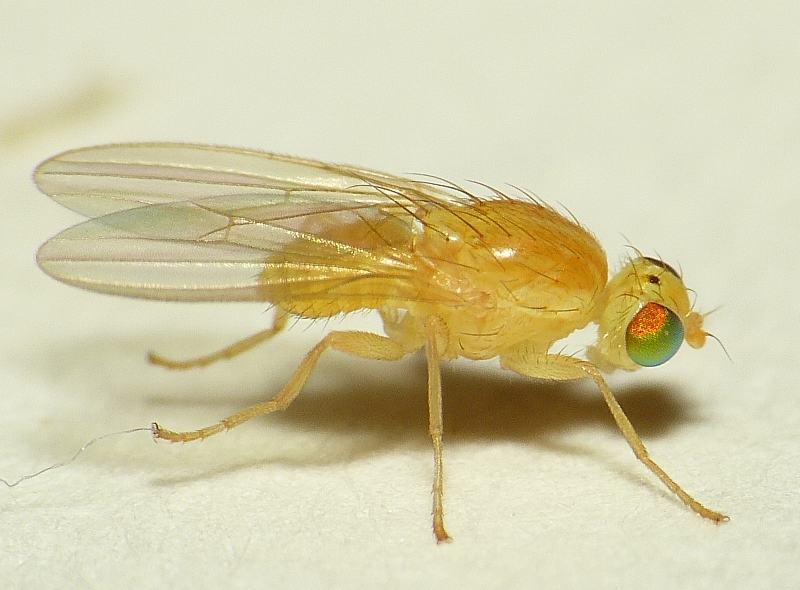

Gymnochiromyia é um género de moscas pertencente à família Chyromyidae.
O género possui uma distribuição quase cosmopolita.
Espécies:
- Gymnochiromyia concolor (Malloch, 1914)
- Gymnochiromyia dubium (Lamb, 1914)
- Gymnochiromyia fallax Ebejer, 1998
- Gymnochiromyia flavella (Zetterstedt, 1848)
- Gymnochiromyia fulvipyga Ebejer, 2001
- Gymnochiromyia hawaiiensis Hardy, 1980
- Gymnochiromyia homobifida Carles-Tolra, 2001
- Gymnochiromyia inermis (Collin, 1933)
- Gymnochiromyia mihalyii Soos, 1979
- Gymnochiromyia nigridorsum (Malloch, 1925)
- Gymnochiromyia nigrimana (Malloch, 1914)
- Gymnochiromyia punctata Ebejer, 1996
- Gymnochiromyia seminitens Hendel, 1933
- Gymnochiromyia sexspinosum (Lamb, 1914)
- Gymnochiromyia tschirnhausi Ebejer, 2018
- Gymnochiromyia zernyi (Czerny, 1929)